# Billy Julio
Billy Julio López (* 14. Februar 1996) ist ein kolumbianisch-venezolanischer Leichtathlet, der sich auf den Speerwurf spezialisiert hat und der seit 2022 international für Kolumbien startberechtigt ist.

## Sportliche Laufbahn
Erste Erfahrungen bei internationalen Meisterschaften sammelte Billi Julio im Jahr 2017, als er bei den Juegos Bolivarianos in Santa Marta mit einer Weite von 70,77 m die Bronzemedaille hinter den Kolumbianern Arley Ibargüen und Dayron Márquez gewann. Im Jahr darauf belegte er bei den U23-Südamerikameisterschaften in Cuenca mit 67,15 m den vierten Platz und 2021 gewann er bei den Südamerikameisterschaften in Guayaquil mit einem Wurf auf 75,53 m die Silbermedaille hinter dem Kolumbianer Arley Ibargüen. Kurz zuvor stellte er in Ibagué mit 77,54 m einen neuen venezolanischen Landesrekord im Speerwurf auf. Die Medaille bei den Südamerikameisterschaften wurde nachträglich aberkannt, da ein Athlet bei einem Nationenwechsel nicht an internationalen Meisterschaften teilnehmen darf. 
2022 startete er für Kolumbien bei den Ibero-Amerikanischen Meisterschaften in La Nucia und belegte dort mit 77,65 m den fünften Platz. Anschließend gelangte er bei den Juegos Bolivarianos in Valledupar mit 72,01 m auf dem vierten Platz und im Oktober gewann er bei den Südamerikaspielen in Asunción mit 74,38 m die Silbermedaille hinter dem Brasilianer Luiz Mauricio da Silva. Im Jahr darauf belegte er bei den Zentralamerika- und Karibikspielen in San Salvador mit 74,20 m den fünften Platz und anschließend gewann er bei den Südamerikameisterschaften in São Paulo mit 78,72 m die Silbermedaille hinter dem Brasilianer Pedro Henrique Rodrigues. Im November wurde er bei den Panamerikanischen Spielen in Santiago de Chile mit 73,35 m Sechster. 2024 belegte er bei den Ibero-Amerikanischen Meisterschaften in Cuiabá mit 77,83 m den vierten Platz und im Jahr darauf gewann er bei den Südamerikameisterschaften in Mar del Plata mit 76,73 m erneut die Silbermedaille hinter dem Brasilianer Pedro Henrique Rodrigues.
In den Jahren 2016 und 2018 wurde Julio venezolanischer Meister im Speerwurf. Zudem wurde er von 2022 bis 2024 kolumbianischer Meister im Speerwurf.